# Пам'ятник Івану Мазепі (Галац)

Фото з церемонії відкриття пам'ятника Івану Мазепі у Галаці

Па́м'ятник Іва́ну Мазе́пі у Гала́ці — пам'ятник гетьману України Івану Мазепі, встановлений у румунському місті Галац. Монумент було виготовлено на замовлення Міністерства культури та мистецтв Румунії скульптором Георге Тенасе та відкрито 6 травня 2004 року.  Встановлений у міському парку Свободи (Parcul Libertatii) на вулиці Бессарабській (Strada Basarabiei), за 5 км від румунсько-молдовсько-українського кордону.

## Історія
У 1709 році, після поразки шведів у Полтавській битві та жорстокого зруйнування російськими військами гетьманської резиденції — Батурина, Іван Мазепа разом з Карлом ХІІ та кошовим отаманом Костем Гордієнком, відступаючи від переслідування московської кінноти, знайшли притулок у Молдавії, що тоді належала Османській імперії. Тут, у селі Варниця неподалік міста Бендери, 21 вересня 1709 року гетьман Іван Мазепа помер. Згідно із розпорядженням племінника Мазепи, Андрія Войнаровського, прах гетьмана було перевезено у місто Галац і поховано в кафедральному храмі Святого Юрія.
Ця історична подія значним чином вплинула на подальший розвиток міста Галац. Зокрема місцевість, де знаходилася церква з останками гетьмана, у народі почали називати «Мазепа», і хоч храм було знищено за часів правління диктатора Ніколае Чаушеску, мікрорайон, де вона знаходилась, досьогодні продовжує називатись «Мазепа».  А у 1960-ті рр. поруч було збудовано ще один житловий масив, названий «Мазепа-2».  Також, у XIX ст. у Галаці існувала вулиця, що носила ім'я Івана Мазепи.

## Встановлення пам'ятника
6 травня 2004 року за підтримки румунського уряду та посольства України в Румунії у місті Галац було урочисто відкрито пам'ятник видатному українському діячу. Монумент був виконаний на замовлення Міністерства культури і мистецтв Румунії скульптором Георге Тенасе.
У заходах з нагоди відкриття пам'ятника взяла участь офіційна делегація України на чолі з тогочасним Головою Держкомітету з питань національностей і міграції України, співголовою української частини Міжурядової українсько-румунської комісії з питань забезпечення прав національних меншин Геннадієм Москалем та Послом України в Румунії Теофілом Бауером. 
На відміну від пам'ятників, зведених Івану Мазепі у селі Мазепинцях та у Кергонксоні (США), пам'ятник у Галаці був виконаний на півзросту. Фігура гетьмана ніби повстає з кам'яної брили, що водночас слугує її постаментом. На постаменті двома мовами висічені слова: «Іван Мазепа/гетьман України/20.03.1639 — 10.10.1709». 
Також від інших пам'ятників гетьману Мазепі, твір румунського скульптора відрізняє своєрідне бачення образу українського правителя: постать Івана Мазепи у Галаці зображена у румунському національному одязі, що безумовно надає монументу певного місцевого колориту. 
26 листопада 2004 року, навколо місця, де був встановлений пам'ятник, було закладено міський парк, названий парком Свободи (Parcul Libertatii). 

## Також дивіться
- Пам'ятник гетьману Мазепі та королю Карлу ХІІ (Дігтярівка)
- Пам'ятник Івану Мазепі (Кергонксон)
- Пам'ятник Івану Мазепі (Мазепинці)
- Пам'ятник Івану Мазепі (Перхтольдсдорф)
- Пам'ятник Івану Мазепі (Чернігів)